# Santa Maria delle Grazie alle Fornaci fuori Porta Cavalleggeri
Santa Maria delle Grazie alle Fornaci ist eine Titeldiakonie und Pfarrkirche im römischen Quartier Aurelio.

## Geschichte
Der Name der Kirche leitet sich von den Ziegelwerken der Gegend ab. Erstmals wurde eine Kirche im 15. Jahrhundert an dieser Stelle gebaut. Sie wurde im 17. Jahrhundert nach Zeichnungen von Francesco Multò wiederaufgebaut. 1720 wurde von Filippo Raguzzini die Fassade und 1950 wurde der Campanile hinzugefügt.
Am 15. Juni 1828 wurde die dazugehörige Pfarrei mit einem Dekret von Kardinalvikar Giacinto Placido Zurla gegründet. 1985 wurde die Kirche von Papst Johannes Paul II. zur Titeldiakonie erhoben.

## Beschreibung
Das Kirchenschiff hat die Form eines griechischen Kreuzes und hat einen Hauptaltar und zwei Seitenaltäre. Auf dem Hauptaltar ist das Gnadenbild Madonna delle grazie, das von Gilles Halet gemalt und 1956 gekrönt wurde. Im Kircheninneren sind Werke der Künstler Giovanni Battista Maini, Francesco Scaramucci, Francesco Fusi, Giuseppe Bartolomeo Chiari, Pietro Bianchi.

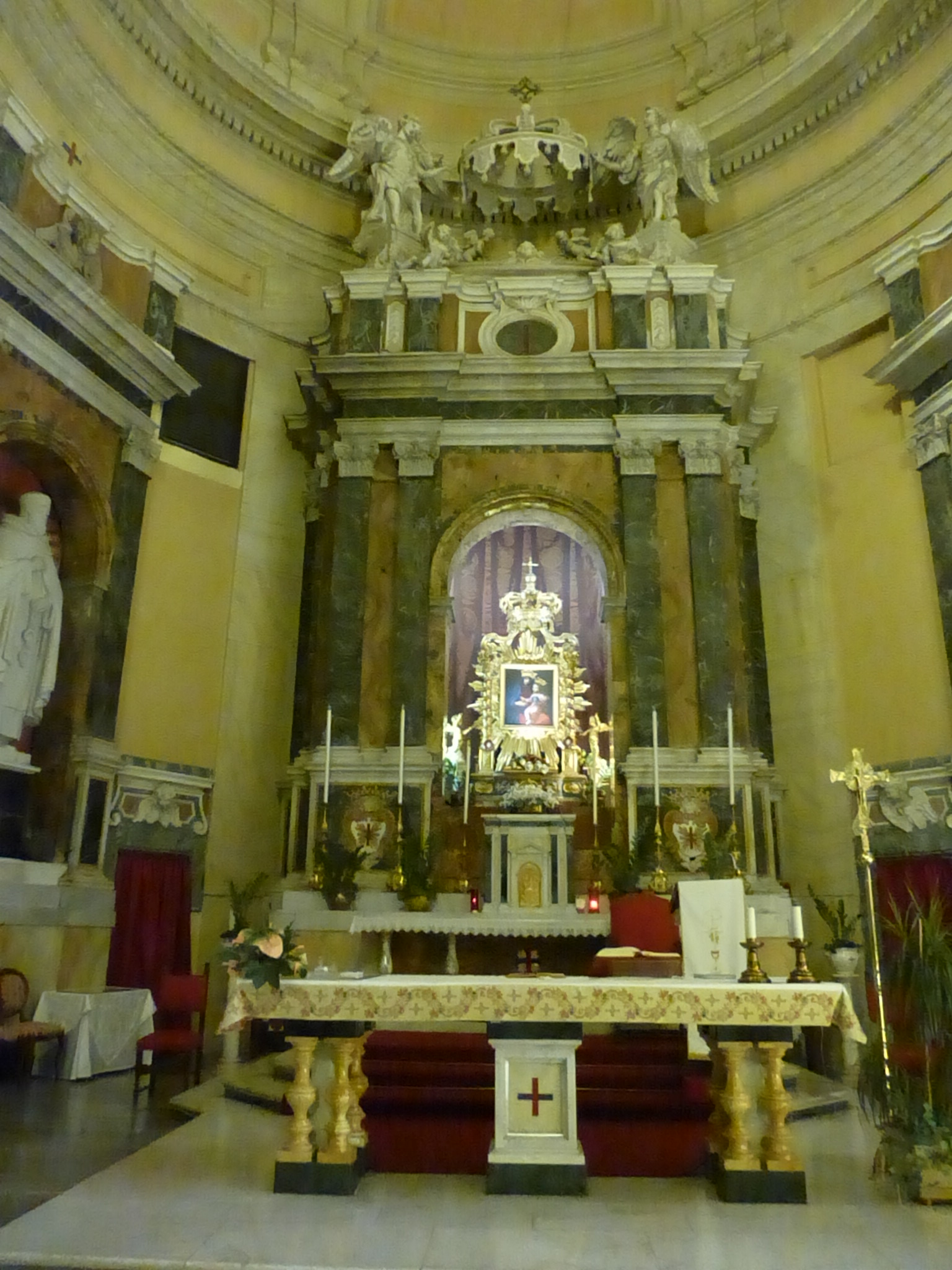
Altar von Gillis Hallet
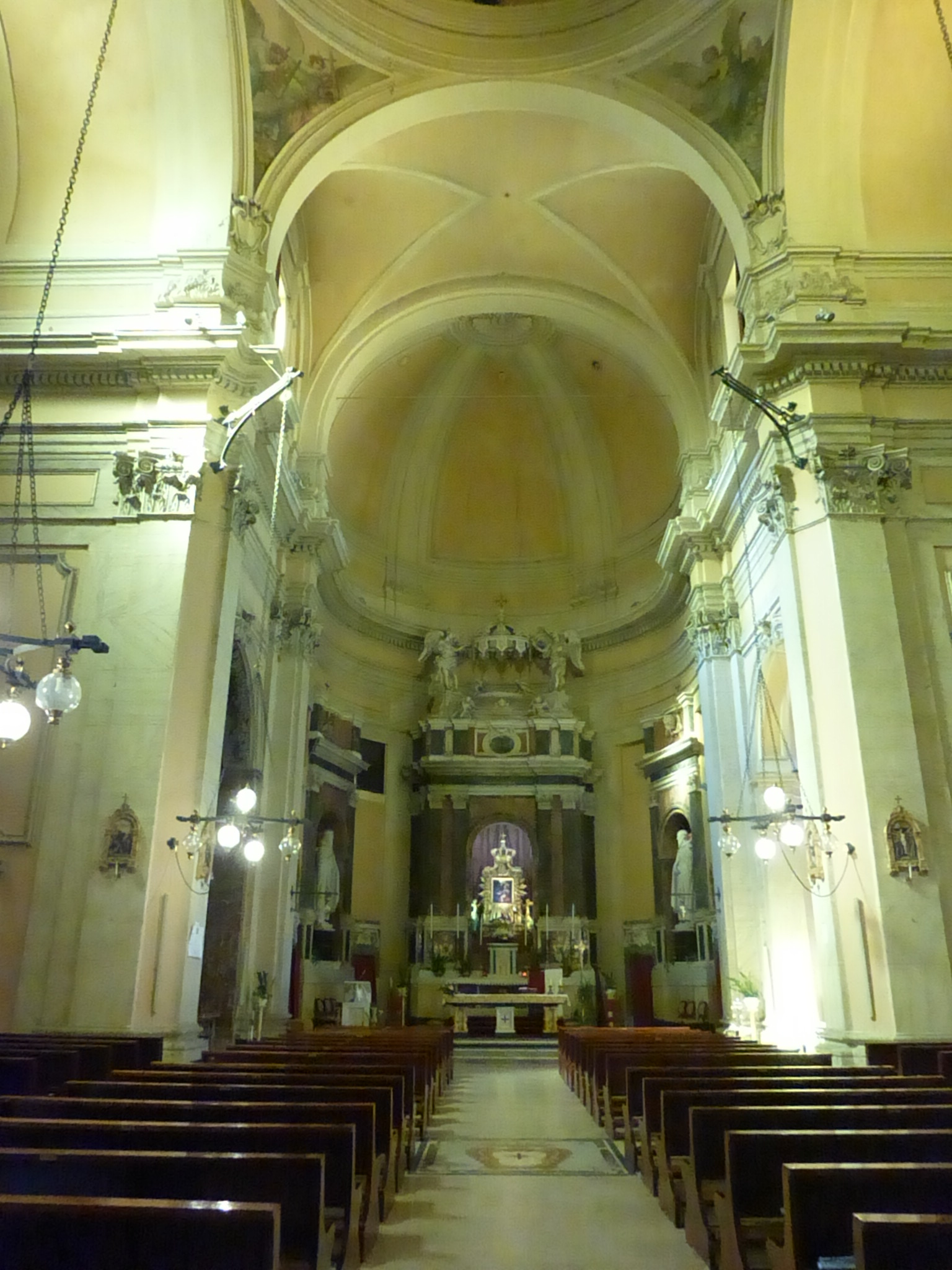
Innenansicht
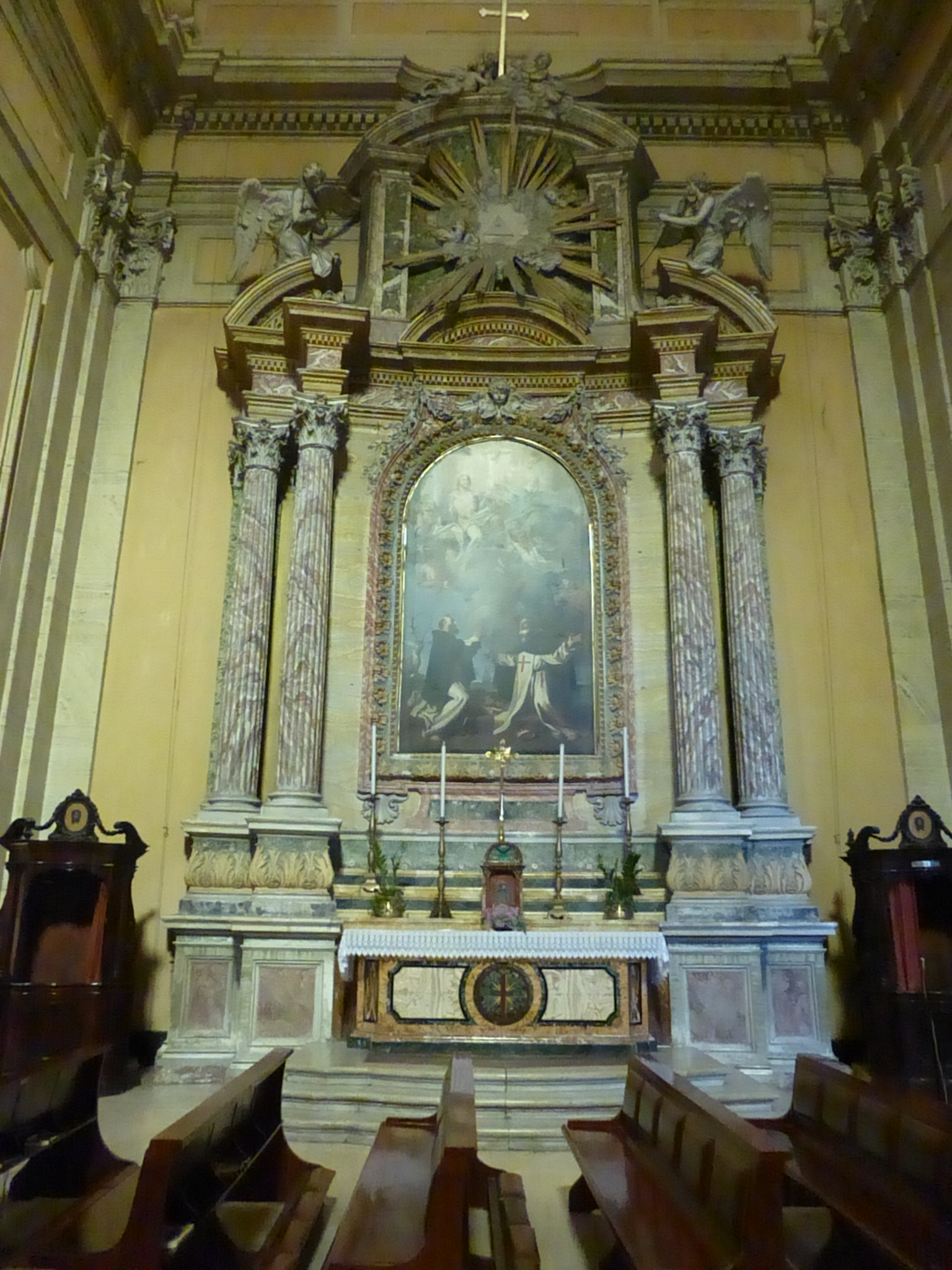
Seitenaltar
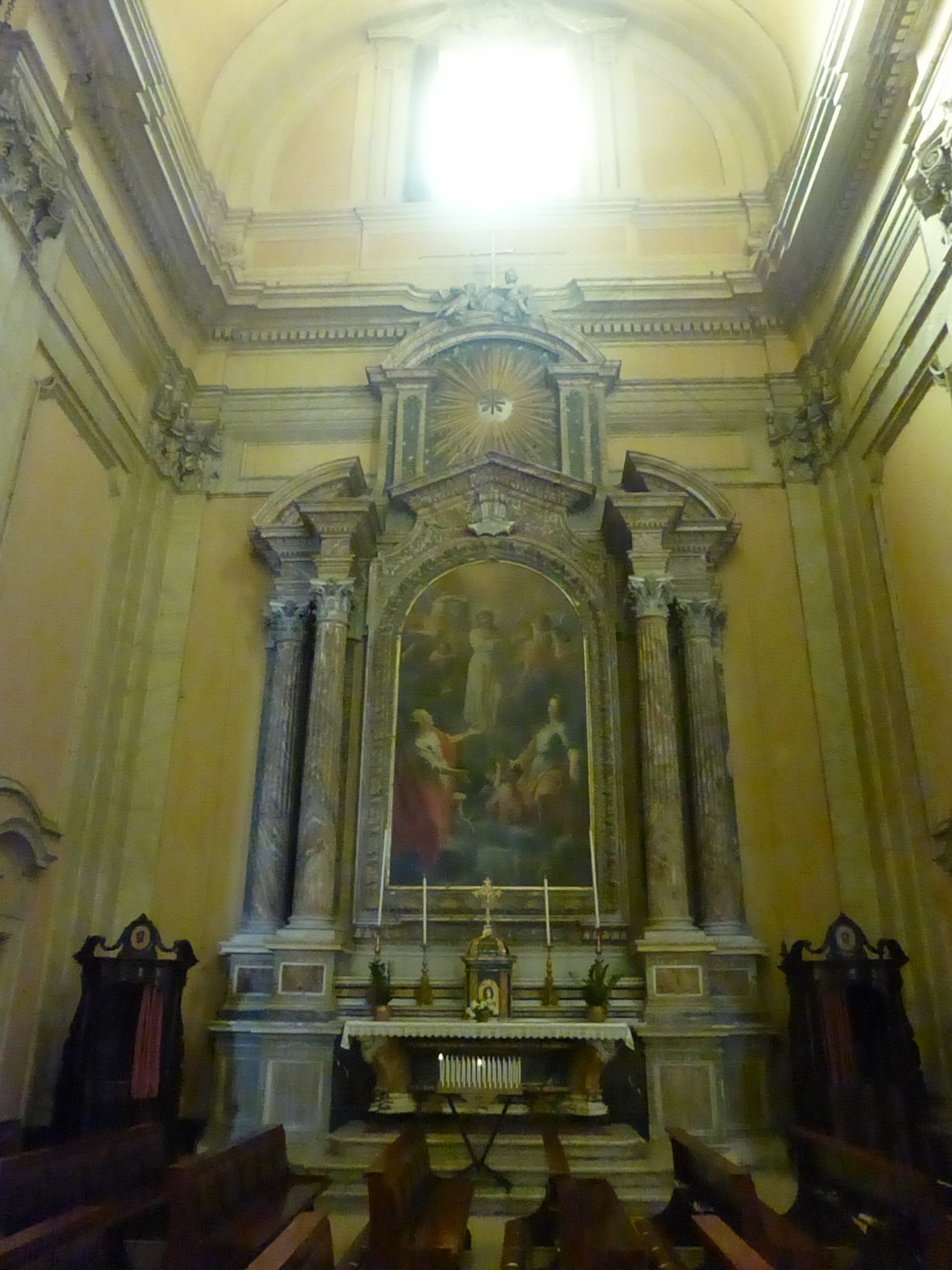
Seitenaltar
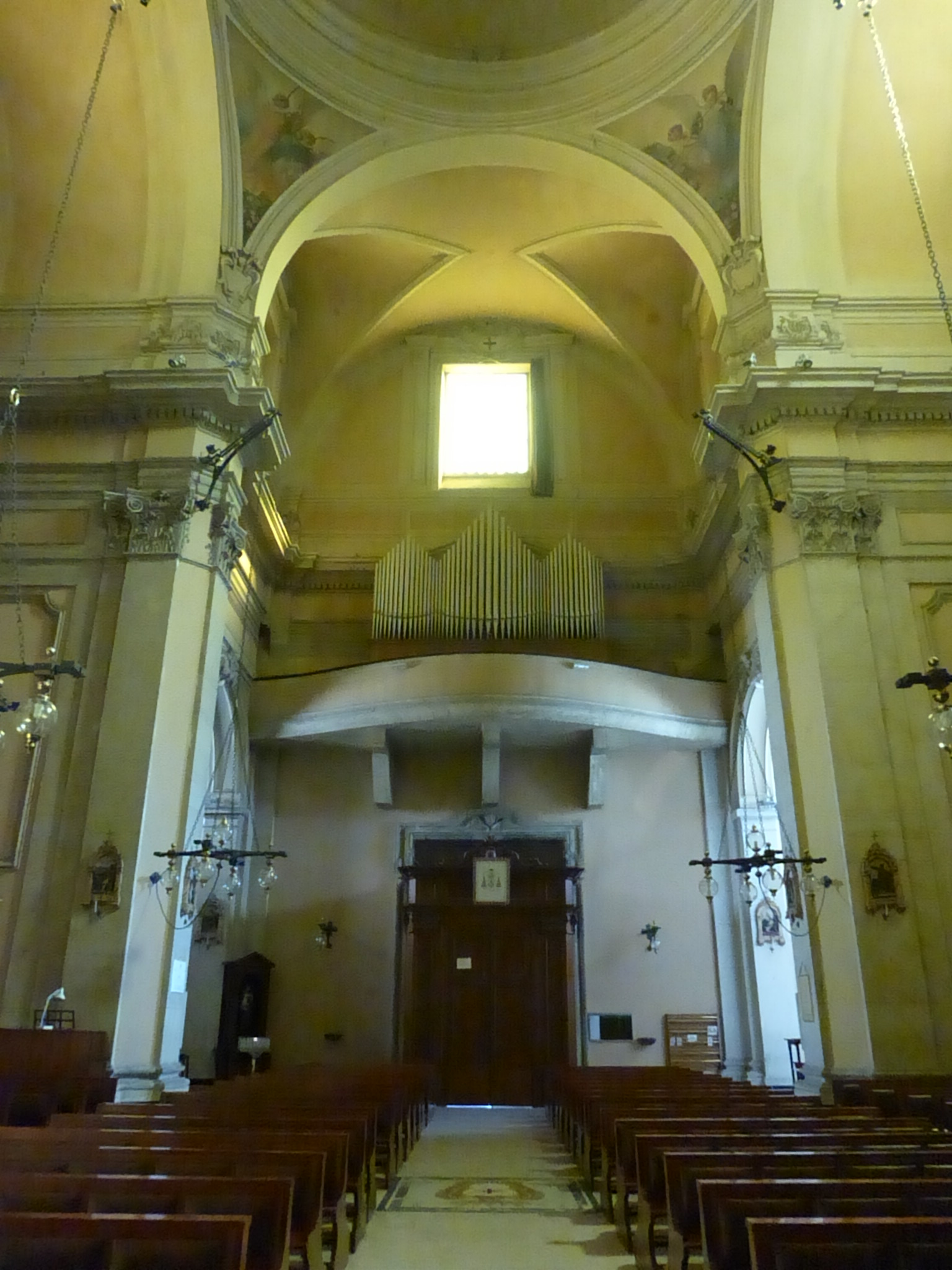
Innenansicht Empore

## Kardinaldiakone
Die bisherigen Titelträger der Kirche waren:
- Duraisamy Simon Lourdusamy, Kurienkardinal, 25. Mai 1985–2. Juni 2014
- Mario Zenari, Vatikandiplomat, seit 19. November 2016